# Red Delicious

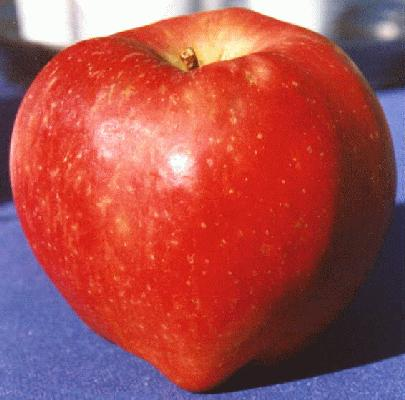
Pomme "Red Delicious"

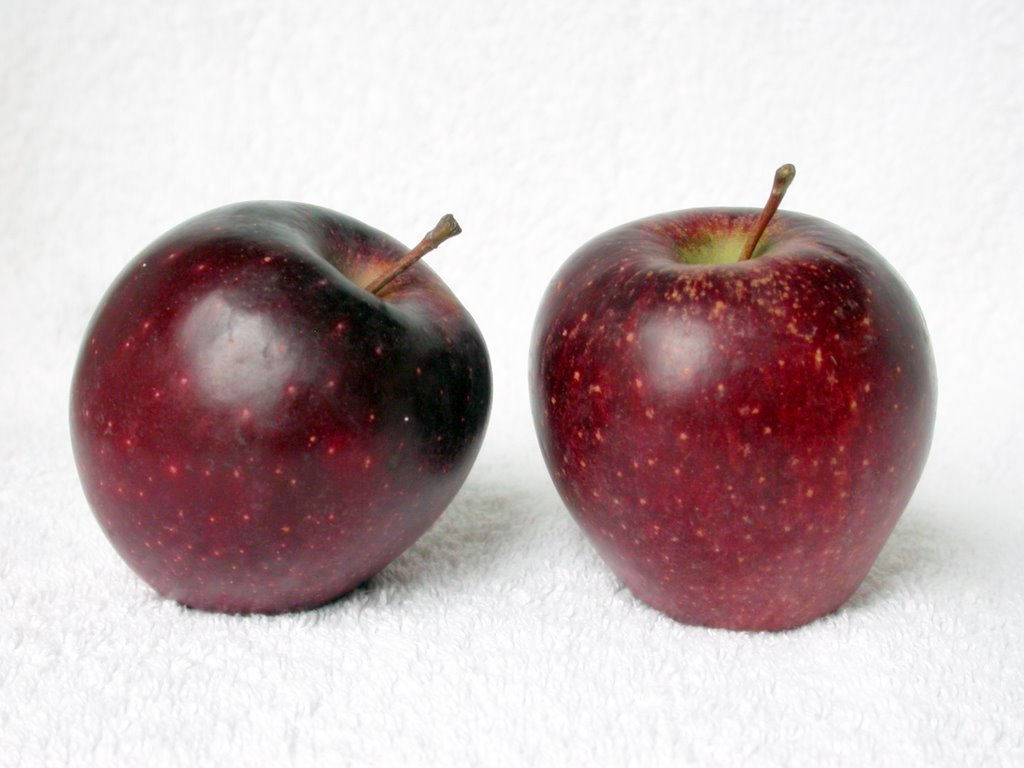
Une variante de la "Red delicious", la "Red chief"

Red Delicious, appelée rouge délicieuse au Québec, est une variété de pommier domestique.

## Description
La Red Delicious est une variété de pomme de grand calibre, à peau rouge, présentant des rayures rouge foncées et cinq pointes dans la partie inférieure. Sa pulpe est moyennement croquante et assez juteuse. Elle présente des saveurs douces, sucrées, faiblement acidulées. La chair de cette pomme est de couleur crème à nervures vert pâle.
La Red Delicious arrive en tête des dernières comparaisons en termes de teneur en antioxydants. Les analyses scientifiques au Canada et aux États-Unis distinguent la peau de la chair et montrent qu'un antioxydant comme la quercétine (C15H10O7) est présent principalement dans la peau. Il est donc préférable de croquer la pomme sans l'éplucher, ce qui nécessite qu'elle ne contienne pas trop de produits chimiques phytosanitaires[réf. nécessaire]. La quantité d'antioxydants (pulpe+peau) est estimée à 4,275 µmol TE/100 g. Certains amateurs de pommes considèrent souvent cette variété comme sans intérêt. Ils critiquent sa saveur trop douce et relativement peu raffinée, par rapport à d'autres variétés.[réf. nécessaire]

## Origine
La Red Delicious est originaire des États-Unis. Comme de nombreux anciens cultivars de fruit, Red Delicious est issu d'un semis chanceux de la Yellow Bellflower. La légende dit qu'un semis particulièrement robuste fut trouvé par un certain Jesse Hiatt en 1868, un agriculteur vivant près de Peru (Iowa), aux États-Unis. Hiatt tenta d'éliminer cette plante, mais elle repoussait à chaque année, jusqu'à ce qu'il la laisse finalement pousser pour qu'elle donne ses fruits. Il les exposa au concours de Louisiana dans le Missouri, où il gagna le premier prix. Toutes les pommes Red Delicious seraient des descendantes de cet arbre spécifique. La Red Delicious s'appelait initialement simplement la Delicious mais quand la Golden Delicious fut découverte en 1914, on lui ajouta l'adjectif Red. [réf. nécessaire]

## Parenté
Cette variété est depuis plus d'un siècle l'une des cinq variétés les plus utilisées par les horticulteurs pour créer de nouvelles variétés. En effet, 64%, des 439 variétés commerciales étudiées par Noiton et Alspach en 1996 utilisent depuis plus d'un siècle seulement cinq géniteurs : (Mc Intosh (101 cultivars), Golden delicious (87 cultivars), Jonathan (74 cultivars), Red Delicious (56 cultivars) ou Cox's Orange Pippin (59 cultivars), respectivement quatre américaines et une anglaise) ou leur descendance.
Descendants:
- Empire: McIntosh × Delicious
- Melrose: Jonathan × Delicious
- Ingrid Marie: Cox's Orange Pippin × Delicious
- Fuji: Ralls Janet × Delicious

Il existe de très nombreux mutants de la Red Delicious, parmi lesquels la Crimson, la Early Red One, la Jeromine, la Idaho, la Redchief, la Superchief, la Starking et la Starkrimson.

## Pollinisation
La Red Delicious diploïde de groupe de floraison D. Cette pomme est de génotype diploïde S9S19. Elle a comme pollinisateur incompatible la Melrose et comme pollinisateurs compatibles et semi-compatibles Ecolette, Rajka, Discovery, Topaz, Bohemia Gold, Calville blanc d'hiver, Esopus Spitzenburg, Golden delicious, Reinette dorée, Grenadier, James Grieve, Pinova, Winter banana.

## Susceptibilité aux maladies
La Red Delicious présente une susceptibilité élevée de contracter la Tavelure mais un faible risque de contamination au Mildiou, à la Rouille ou au  Feu bactérien.

## Culture
Le cultivar est de type spur, ce qui facilite la taille par un non spécialiste. La faible susceptibilité aux maladies rend ce cultivar particulièrement intéressant car les traitements phytosanitaires n'y sont pas systématiques. Elle est donc adaptée aux jardins familiaux.[réf. nécessaire]